# ダビデ王の手紙を持つバテシバ
『ダビデ王の手紙を持つバテシバ』（ダビデおうのてがみをもつバテシバ、蘭: Batsheba met de brief van koning David, 英: Bathsheba with King David's Letter）あるいは『バテシバ』（蘭: Batsheba）は、オランダ黄金時代、夭折の天才画家ウィレム・ドロステが1654年に制作した絵画である。油彩。主題は『旧約聖書』「サムエル記」に登場する女性バテシバの物語から取られている。師であるレンブラント・ファン・レインのバテシバを描いた作品と同時期に制作された本作品はウィレム・ドロステの傑作であると同時に、17世紀のオランダで描かれた裸婦画のうち最も美しい作品の1つである。現在はパリのルーヴル美術館に所蔵されている。

## 主題
ヒッタイト人ウリヤの妻バテシバは水浴しているところを目撃したイスラエル国王ダビデに見初められてしまったばかりに、ダビデ王から関係を迫られる。しかもダビデ王はバテシバが自分の子を身ごもったことを知ると、ウリヤを戦場に送って故意に死なせ、バテシバが未亡人となったのちに結婚するが、ダビデ王はそのことを神から非難されたと伝えられている。

## 作品

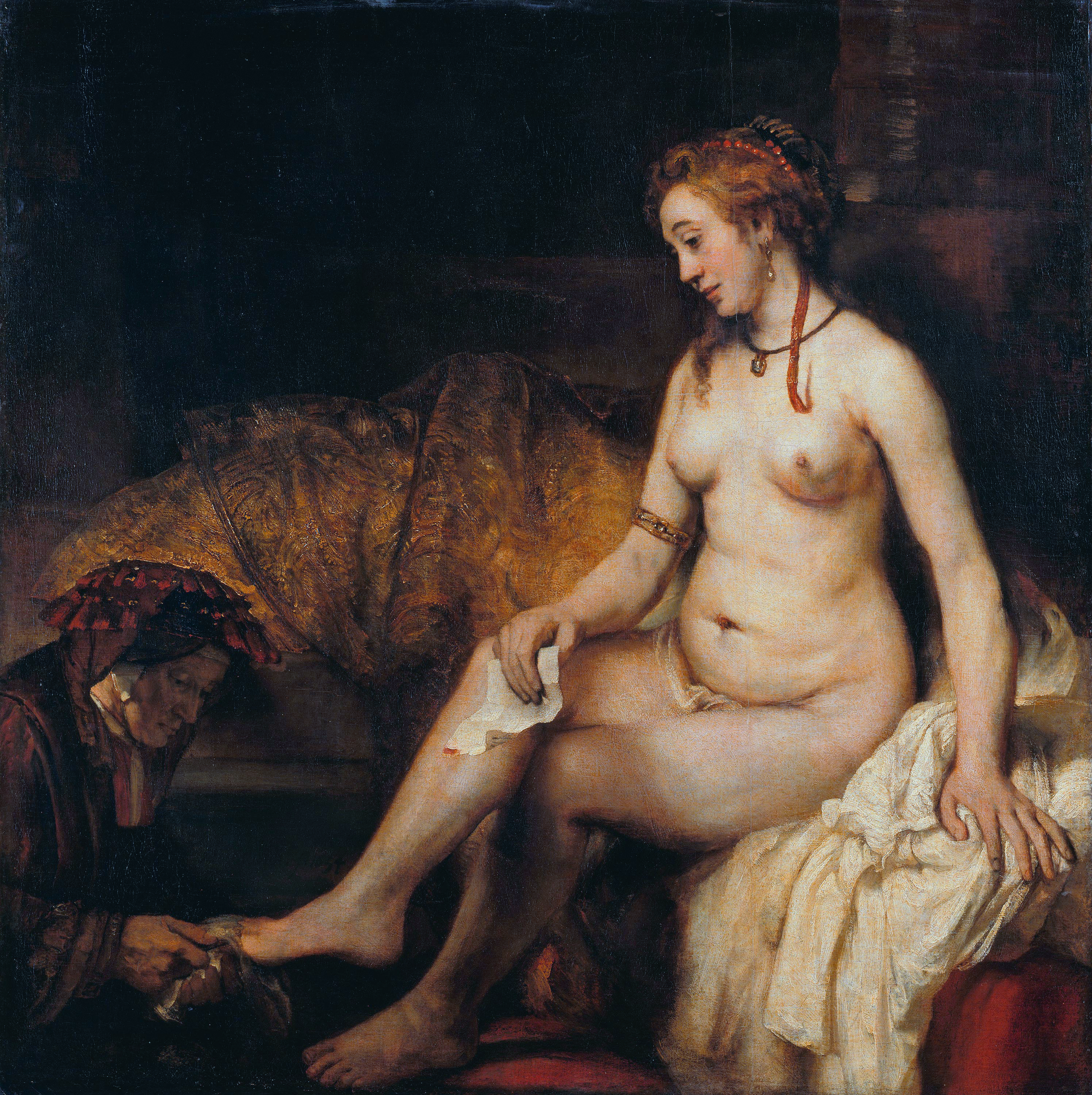
レンブラント・ファン・レインが同じ年に制作した、ダビデ王の非道徳的な要求を受けて自らの倫理観と向き合うバテシバの葛藤を描いた傑作『ダビデ王の手紙を手にしたバテシバの水浴』。ルーヴル美術館所蔵。

ドロステは暗い夜闇の中から浮かび上がるバテシバを描いている。ダビデ王の手紙を読んだバテシバは懊悩して疲れた表情を鑑賞者に対して向けている。バテシバの白い肌着は大きくはだけており、ダビデ王を魅了した肢体の美しさが露わとなっている。
バテシバを描いた絵画の多くは水浴するバテシバをダビデ王が目撃する場面を描いており、したがってバテシバ以外にも彼女の水浴を手伝う侍女や、遠くから眺めるダビデ王、バテシバに手紙を渡すために遣わされた王の使者などを描いている場合が多い。ところがレンブラントの作品と本作品はともにダビデ王からの手紙を受け取った後のバテシバに焦点を当てているために、登場人物はバテシバに限定され（レンブラントの作品ではバテシバのほかに侍女が描かれている）、不貞の関係を迫られるバテシバの心理的葛藤を描き出している点で内省的である。とはいえ、本作品がレンブラントに匹敵する内面描写を獲得しているとは考えられていない。

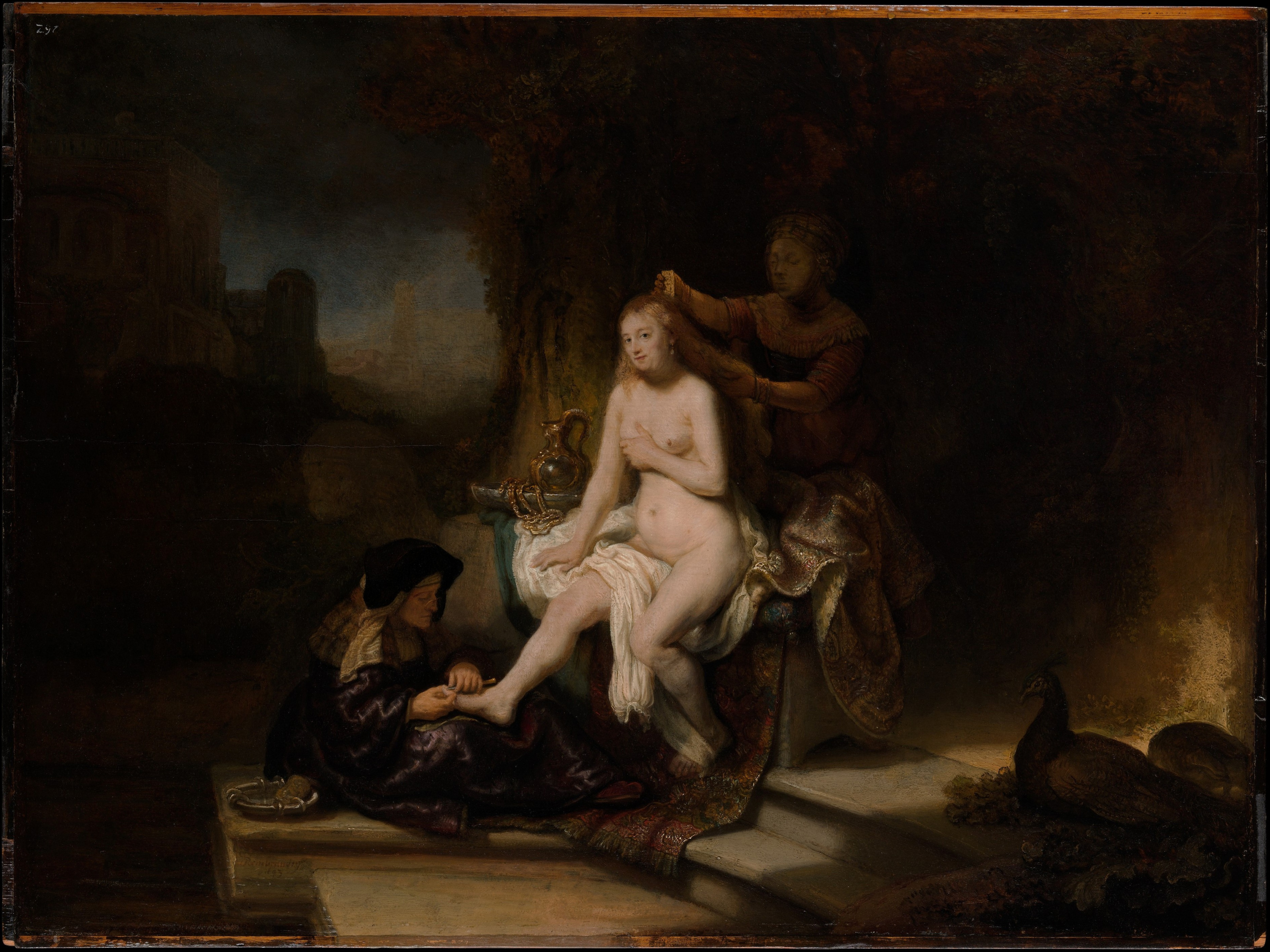
同じくレンブラントの1643年の『水浴するバテシバ』。ニューヨーク、メトロポリタン美術館所蔵。

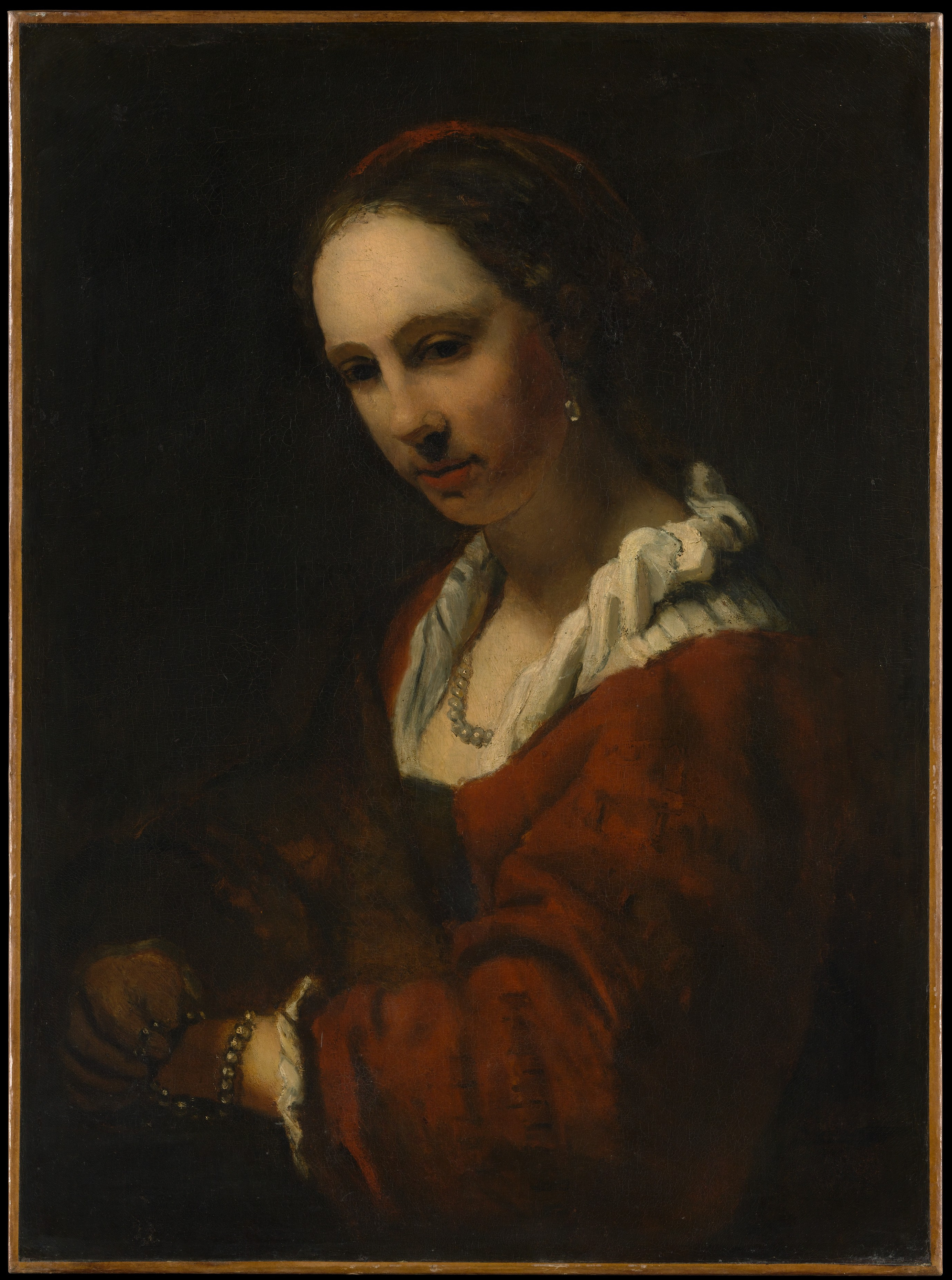
ウィレム・ドロステの1655年頃の絵画『真珠のネックレスをした若い女性』 (アルテ・マイスター絵画館、ドレスデン) の複製。本作品のモデルと同じ女性と思われる。以前はヘンドリッキエをモデルに描いたとされていた。メトロポリタン美術館所蔵。

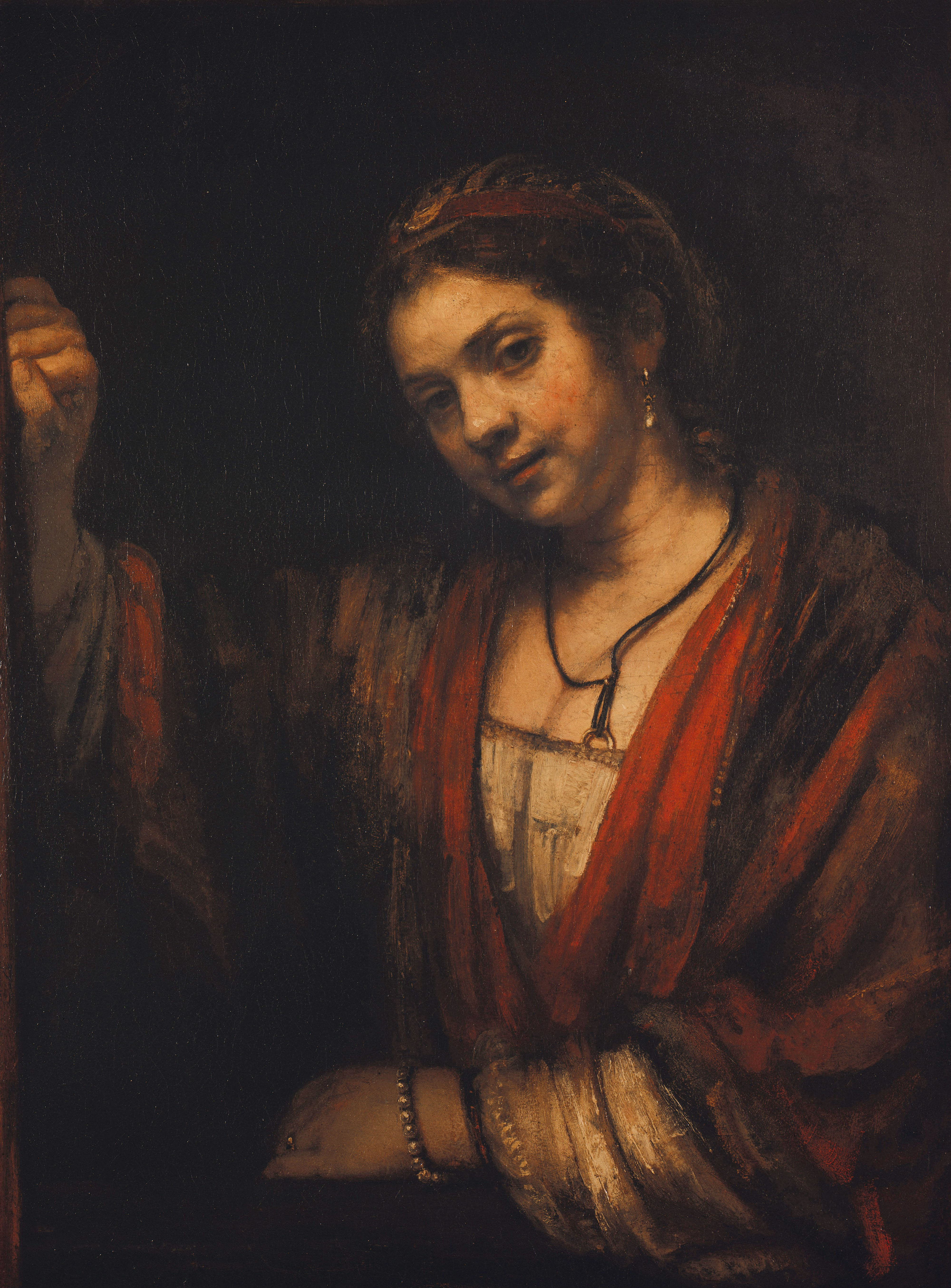
レンブラントの1656年頃の絵画『開かれた上扉による若い女性』。ベルリン、絵画館所蔵。

本作品はドロステの傑作であると考えられているが、研究者の多くは本作品に否定的である。たとえば美術史家ヴィルヘルム・ヴァレンティナーは本作品を感傷的と評し、クノス＝ライフェルス（Kunoth-Leifels）はレンブラントの内省的な作品を模倣する弟子の試みにすぎず、彼の技術の限界が許す限りにおいて、その試みは成功していると見なした。これに対してドロステについて先駆的な研究を行ったヴェルナー・サモウスキー（Werner Sumowski）やブルーノ・フカールは、ドロステはむしろレンブラントの強烈な内省的なバテシバを模倣することに努めようとはしなかったが、しかし師のスタイルから撤退することなく、より純粋に審美的な作品を生み出そうと試みたと考えた。
レンブラントよりも遅れて描かれた本作品は意図的にレンブラントの作品と対照的に描かれている。ドロステのキャンバスはレンブラントよりも小さく、バテシバは師が1643年に描いた古いバージョンに依拠している。またレンブラントよりも一層暗い室内にバテシバを置き、彼女の上半身だけを描いている。キャンバス上の登場人物をバテシバに限定することはすでにレンブラントが行っており、ドロステはそれをさらに推し進めた。そして色彩の微妙なニュアンスを黒、白、肌色の3色に限定し、強いキアロスクーロの効果でバテシバを際立たせつつ、明暗を均一に描き、バテシバの肌を滑らかに仕上げた。
実のところ、レンブラントの直接的な影響はバテシバが座り、同じ手に手紙を持っていること、身に着けたアクセサリーが似ている点に認められるに過ぎない。これらの差異は、レンブラントの影響下にあるドロステが美的アプローチによって師の作品を越えようとする意図を持って描いたことを推測させる。

### ヴェネツィア派の影響
本作品の最も重要かつ基本的な要素であるバテシバの腕のカーブが作る同心円の構成は、肌着、黒色のネックレス、丸みのある乳房といった円形のモチーフおよびそれらの柔らかな質感と共鳴している。バテシバのポーズに見る円形のモチーフは、かつてベルリン美術館に所蔵され現在は失われた、ルネサンス期のヴェネツィア派の画家パルマ・イル・ヴェッキオの女性の肖像画から取っている。
また本作品の女性の上半身を描くスタイルもティツィアーノの『フローラ』（Flora, 1515年-1517年頃）やパルマ・イル・ヴェッキオの『ブロンドの女性』（Donne bionde, 1520年頃）といった作品とよく似ており、ヴェネツィア派の絵画に強い影響を受けて本作品を描いたことが分かる。事実、ティツィアーノの『フローラ』は版画によって広く知られ、レンブラントはこの作品に触発されていくつかの作品を制作している（当時のオランダには実際にプライベートコレクションの一部としてティツィアーノの『フローラ』があった）。ちなみに本作品は数年後にレンブラントが描いた内縁の妻ヘンドリッキエ・ストッフェルドホテル・ヤーヘルの肖像画と共通している。この作品もまたパルマ・イル・ヴェッキオの影響が指摘されている。
なお、ドロステが本作品を描いた1654年は彼がイタリア旅行に出発する直前であり、その後もヴェネチア派の絵画を忘れなかったことは、近年新たに発見されたイタリア旅行時代の作品『フローラ』から確かめることが出来る。

### 師と弟子たちの研究
本作品の注目すべき点の1つにバテシバが身に着けたイヤリングが挙げられる。イヤリングが斜めに傾いていることから、バテシバは静止して鑑賞者の側を見つめているのではなく、体を起こして振り返るところであると分かる。ドロステはイヤリングを斜めに描くことで、バテシバの身体の動きをキャンバス上に表現している。こうした動きの表現はレンブラントとその弟子たちの重要な研究テーマであった。

## 来歴
19世紀に外科医として知られるジャン＝ジャック＝ジョセフ・ルロワ・デティオールのコレクションであったことが知られている。その後、パリの南東24キロに位置するソワジー＝シュル＝セーヌの市長を務めたルイ＝アルフレッド・カイリヨン・ド・ヴァンデュル（Louis Alfred Caroillon de Vandeul）のコレクションとなり、ルイの死去の2年後の1902年にルーヴル美術館に遺贈された。

## ギャラリー

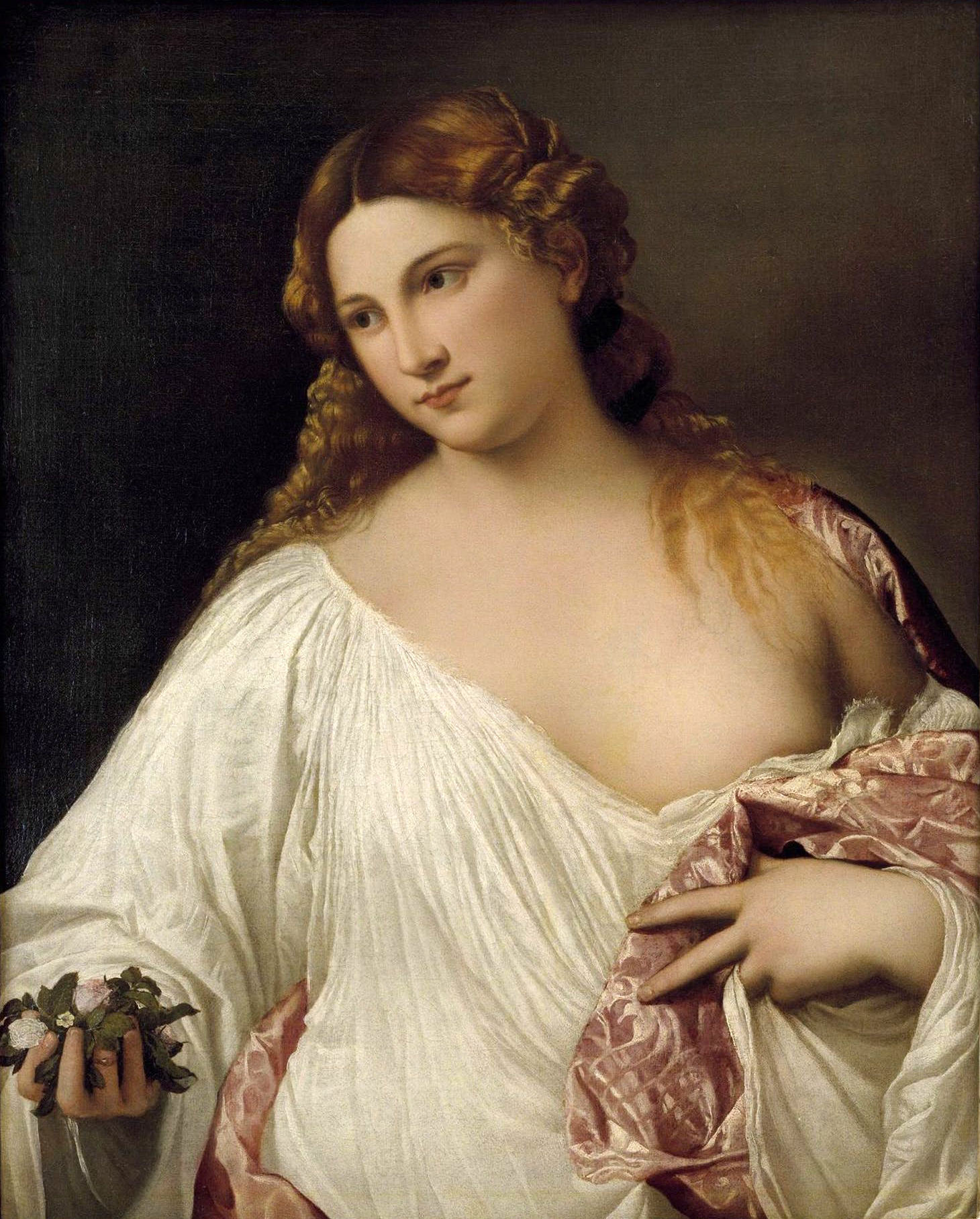
ティツィアーノ・ヴェチェッリオ『フローラ』1515年頃　フィレンツェ、ウフィツィ美術館所蔵
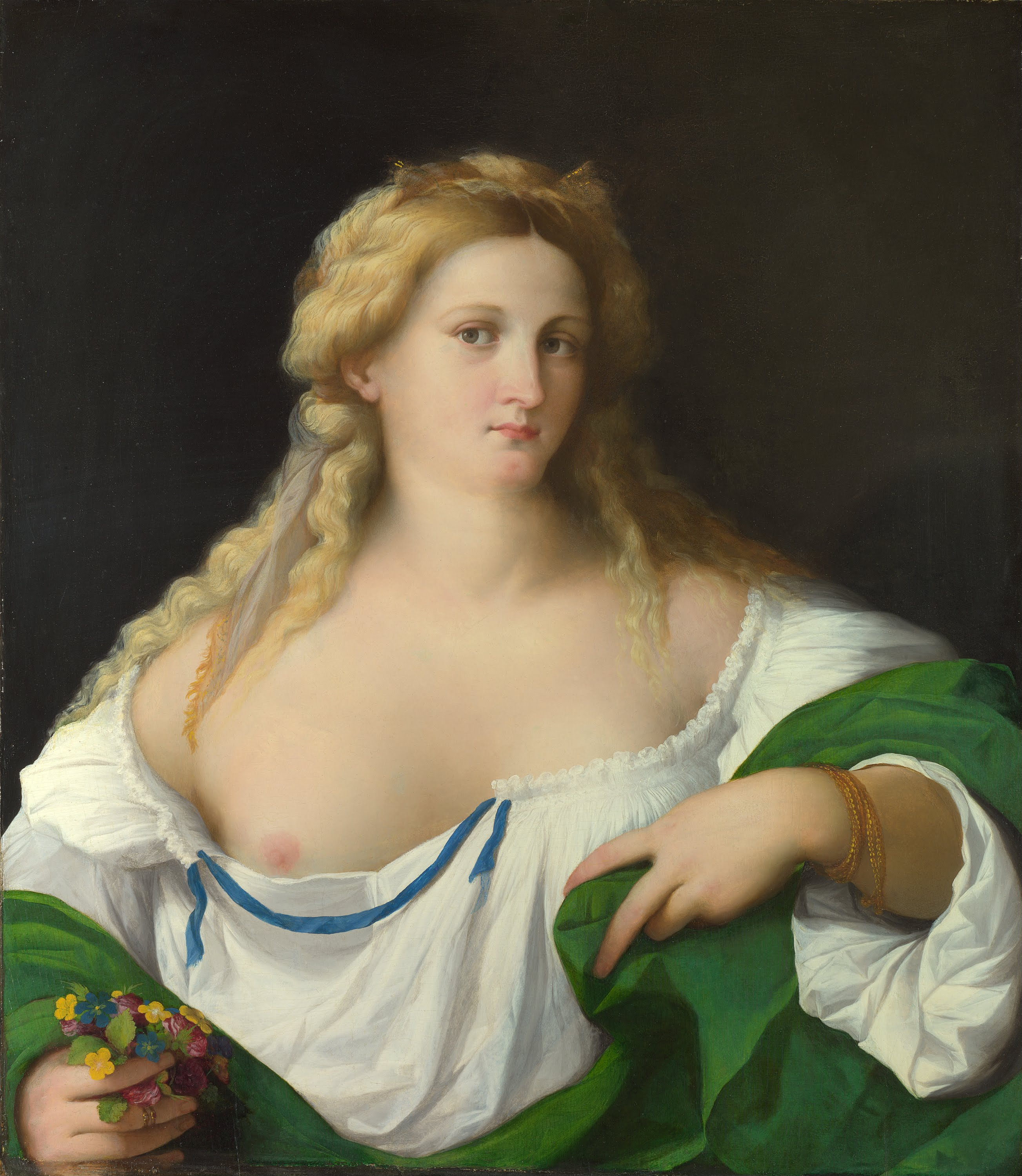
パルマ・イル・ヴェッキオ『ブロンドの女性』1520年頃　ロンドン・ナショナル・ギャラリー所蔵